# Fessevillers
Fessevillers é uma comuna francesa na região administrativa de Borgonha-Franco-Condado, no departamento de Doubs. Estende-se por uma área de 6,16 km². Em 2010 a comuna tinha 160 habitantes (densidade: 26 hab./km²).